# البحث
ال-بهت یک منطقهٔ مسکونی در یمن است که در استان حضرموت واقع شده‌است.